# Thomas Szabo
Pour les articles homonymes, voir Szabo.
Thomas Szabo, né le 10 juillet 1966, est un réalisateur et scénariste français.

## Biographie
Après des études d’arts appliquées à l’Esaa Duperré en 1983, Thomas Szabo commence sa carrière en tant que monteur son. Il effectue son service National au sein du cinéma aux Armées, puis devient storyboarder pour des séries d’animation. 
En 1996, il travaille avec Gaumont Multimédia, qui lui propose de réaliser sa première série, Les Zinzins de l'espace. Il participe également au développement du jeu vidéo Stupid Invaders créé par Ubi Soft. 
De 1999 a 2002 il collabore a plusieurs séries d’animation dont Oggy et les Cafards, et Ratz en tant que storyboarder et scénariste.
En 2002, il réalise Mouche à merde, un court-métrage mêlant prise de vue réelle et animation. Sur la base de ce court-métrage, il crée avec Hélène Giraud en 2004 la série Minuscule : La Vie privée des insectes produite par le studio Futurikon. 
En  2003 il travaille pour la société Mac Guff où il réalise des épisodes de la série Pat et Stanley de Pierre Coffin, Voyage au centre d'un arbre, un film en 4D pour le parc Terra Botanica d’Angers et les Lapins crétins - Rabbids go Home film promotionnel pour le jeu vidéo.
En 2010, il co-réalise avec Hélène Giraud la saison 2 de Minuscule : La Vie privée des insectes
En 2012 il adapte l’univers de Minuscule en long-métrage en co-réalisant avec Hélène Giraud le film d'animation Minuscule : La Vallée des fourmis perdues.
Le film sort en 2014 et remporte le prix du meilleur film d’animation à la 40e cérémonie des César.

## Filmographie partielle

### Comme réalisateur

#### Au cinéma
- 2014 : Minuscule : La Vallée des fourmis perdues (coréalisé et coécrit avec Hélène Giraud)
- 2019 : Minuscule : Les Mandibules du bout du monde (coréalisé et coécrit avec Hélène Giraud)

#### À la télévision
- 1997 : Les Zinzins de l'espace
- 2006-2012 : Minuscule : La Vie privée des insectes Saison 1 et 2

### Comme storyboardeur

#### À la télévision
- 1994 : Highlander
- 1996-1998 : Docteur Globule
- 1997 : Les Zinzins de l'espace
- 1998 : Oggy et les Cafards

## Distinctions
- Prix spécial série courte Annecy 1998 pour Les Zinzins de l’Espace
- Festival international du film d'animation d'Hiroshima – Prix spécial du jury 2008 pour Minuscule - La vie privée des insectes

- Cartoons on the Bay –  Pulcinella Award 2007 de la meilleure série télévisée tous âges confondus pour Minuscule - La vie privée des insectes
- Primé au Sénat : Laurier  « Jeunesse » de l’Audiovisuel 2007 pour Minuscule - La vie privée des insectes
- Primé au Festival des créations télévisuelles de Luchon 2006 pour Minuscule - La vie privée des insectes
- Prix TVFI export – Catégorie Animation 2012 pour Minuscule - La vie privée des insectes
- Mill Valley Film Festival (San Francisco) - Gold Award 2015 du Film pour Enfants pour Minuscule - La vallée des fourmis perdues
- Festival international du film d'animation et du dessin animé de Chine (Hangzhou) : Médaille d'Argent 2015 pour Minuscule - La vallée des fourmis perdues
- Trophées du Film français 2015 : Trophée de la première œuvre animation pour Minuscule - La vallée des fourmis perdues
- Magritte du meilleur film étranger en coproduction (2015) pour Minuscule - La vie privée des insectes
- 40e cérémonie des César :  Meilleur film d’animation pour Minuscule - La vie privée des insectes